# Internationale Filmfestspiele von Cannes 1954
Die 7. Internationalen Filmfestspiele von Cannes 1954 fanden vom 25. März bis zum 9. April 1954 statt.

## Wettbewerb
Folgende Filme nahmen am Wettbewerb der 7. Internationalen Filmfestspiele von Cannes teil:
| Filmtitel                             | Regisseur                            | Produktionsland            | Darsteller (Auswahl)                                 |
| Der Barbier von Sevilla               | Ladislao Vajda                       | Spanien                    |                                                      |
| Besiegter Haß (The Kidnappers)        | Philip Leacock                       | Großbritannien             | Duncan Macrae, Jon Whiteley, Vincent Winter          |
| Das Brot der Liebe                    | Arne Mattsson                        | Schweden                   |                                                      |
| O Canto do Mar                        | Alberto Cavalcanti                   | Brasilien                  |                                                      |
| Chronik armer Liebesleute             | Carlo Lizzani                        | Italien                    | Marcello Mastroianni                                 |
| Cirkus Fandango                       | Arne Skouen                          | Norwegen                   |                                                      |
| Cómicos                               | Juan Antonio Bardem                  | Spanien, Argentinien       | Fernando Rey                                         |
| Zwei Hektar Land (Do Bigha Zamin)     | Bimal Roy                            | Indien                     | Balraj Sahni, Nirupa Roy                             |
| Einmal wird die Sonne wieder scheinen | George Seaton                        | USA                        | Bing Crosby                                          |
| Feitiço do Amazonas                   | Zygmunt Sulistrowski                 | Brasilien                  |                                                      |
| Die Fünf aus der Barskastraße         | Aleksander Ford                      | Polen                      | Tadeusz Janczar, Tadeusz Łomnicki, Aleksandra Śląska |
| Das große Abenteuer                   | Arne Sucksdorff                      | Schweden                   |                                                      |
| Das Höllenriff                        | Robert D. Webb                       | USA                        | Robert Wagner, Terry Moore                           |
| Das Höllentor*                        | Teinosuke Kinugasa                   | Japan                      | Kazuo Hasegawa, Machiko Kyō                          |
| Karussell Neapel                      | Ettore Giannini                      | Italien                    | Sophia Loren                                         |
| Koibumi                               | Kinuyo Tanaka                        | Japan                      |                                                      |
| Komödianten                           | Vladimír Vlcek                       | Tschechoslowakei           |                                                      |
| Kyriakatiko xypnima                   | Michael Cacoyannis                   | Griechenland               |                                                      |
| Die letzte Brücke                     | Helmut Käutner                       | Österreich, Jugoslawien    | Maria Schell, Bernhard Wicki, Barbara Rütting        |
| Die letzte Etappe                     | Robert Siodmak                       | Italien, Frankreich        | Gina Lollobrigida, Jean-Claude Pascal, Arletty       |
| Magdalena – Tagebuch einer Verlorenen | Augusto Genina                       | Italien, Frankreich        | Gino Cervi, Charles Vanel                            |
| Mädchen von heute                     | Márton Keleti                        | Ungarn                     |                                                      |
| Man of Africa                         | Cyril Frankel                        | Großbritannien             |                                                      |
| Marinas Schicksal                     | Wiktor Iwtschenko                    | Sowjetunion                |                                                      |
| El mártir del calvario                | Miguel Morayta                       | Mexiko                     | Enrique Rambal, Manolo Fábregas                      |
| Mayurpankh                            | Kishore Sahu                         | Indien                     |                                                      |
| Liebling der Frauen                   | René Clément                         | Frankreich, Großbritannien | Gérard Philipe                                       |
| Nigorie                               | Tadashi Imai                         | Japan                      |                                                      |
| El Niño y la niebla                   | Roberto Gavaldón                     | Mexiko                     | Dolores del Río                                      |
| Pamposh                               | Ezra Mir                             | Indien                     |                                                      |
| Die Ritter der Tafelrunde             | Richard Thorpe                       | USA                        | Robert Taylor, Ava Gardner, Mel Ferrer               |
| Sangre y luces                        | Georges Rouquier, Ricardo Muñoz Suay | Spanien, Frankreich        | Daniel Gélin, Zsa Zsa Gabor                          |
| Skanderbeg – Ritter der Berge         | Sergei Jutkewitsch                   | Sowjetunion, Albanien      |                                                      |
| Solange Du da bist                    | Harald Braun                         | Deutschland                | Brigitte Horney, O. W. Fischer, Maria Schell         |
| Tödliche Rache                        | Youssef Chahine                      | Ägypten                    | Faten Hamama, Omar Sharif                            |
| Todo es posible en Granada            | José Luis Sáenz de Heredia           | Spanien                    | Merle Oberon, Francisco Rabal                        |
| Verdammt in alle Ewigkeit             | Fred Zinnemann                       | USA                        | Burt Lancaster, Montgomery Clift, Frank Sinatra      |
| Vor der Sintflut                      | André Cayatte                        | Frankreich, Italien        |                                                      |
| El Wahsh                              | Salah Abouseif                       | Ägypten                    |                                                      |
| Die Wüste lebt                        | James Algar                          | USA                        | Dokumentarfilm                                       |

* = Grand Prix

## Preisträger
- Grand Prix: Das Höllentor
- Sonderpreis der Jury: Monsieur Ripois
- Prix International:
  - Die letzte Brücke
  - Die Wüste lebt
  - Vor der Sintflut
  - Karussell Neapel
  - Chronik armer Liebesleute
  - Die Fünf aus der Barskastraße
  - Das große Abenteuer
  - Skanderbeg – Ritter der Berge
- Sonderpreis: Verdammt in alle Ewigkeit